# Хорниг, Хайнц
Хайнц Хо́рниг (нем. Heinz Hornig; род. 28 сентября 1937, Гельзенкирхен, Вестфалия) — немецкий футболист, играл на позиции нападающего.
Начинал карьеру в родном городе, в клубе «Шальке 04», но сыграл всего два матча. После этого перешёл в эссенский «Рот-Вайсс», где сыграл три сезона. Самыми успешными годами его карьеры были сезоны в «Кёльне». За кёльнский клуб он сыграл 197 матчей и забил 37 мячей.
Играл в сборной Германии. Стал серебряным призёром ЧМ-1966. Всего за сборную сыграл семь матчей.